# Taifa di Tudela
La taifa di Tudela, nel Medioevo era un regno musulmano indipendente (taifa) della penisola iberica con capitale a Tudela, situato nella Spagna musulmana nord-orientale.

## Storia
Hisham III ibn Muhammad, 12º Califfo di al-Andalus, quando nel 1031, nel periodo finale della fitna di al-Andalus, descritta dallo storico Rafael Altamira, riuscì a fuggire da Cordova si rifugiò a Balaguer, vicino a Lérida, dove ottenne l'ospitalità del governatore al-Mustaʿīn I dei Banu Hud, e qui morì nel 1036, come riportano la Histoire des Almohades / d'Abd el- Wâh'id Merrâkechi e la History Of The Mohammedan Dynasties In Spain Vol II.

In quegli anni, dopo il 1030, sulle rovine del Califfato Omayyade Cordoba, assieme alla Taifa di Lérida, la taifa si Tudela fu fondata da Sulaymān ibn Muhammad ibn Hūd, detto al-Mustaʿīn bi-llāh (in arabo سليمان "المستعين بالله" بن هود‎?).

Al-Musta'in, secondo La web de las biografias Labib, che era stato agli ordini di Almanzor, durante la guerra civile di al-Andalus, fu nominato governatore di Lerida e Tudela dal primo emiro della Taifa di Saragozza e fondatore della dinastia dei tugibidi, Al-Mundhir.
Nel 1039, approfittando di disaccordi interni, Al-Musta'in, spodestando i Tugibidi, divenne emiro della taifa di Saragozza e regnò su tutta l'area settentrionale di influenza musulmana, oltre Lérida e Saragozza anche Huesca, Tudela e Calatayud, come riportano sia la Histoire des Almohades / d'Abd el- Wâh'id Merrâkechi, che il Muslim Spain and Portugal: A Political History of al-Andalus.

Già nel 1040, la taifa di Tudela, governata da uno dei figli di Al-Musta'in, era in effetti parte della taifa di Saragozza.

### Fonti primarie
- (FR)  Histoire des Almohades / d'Abd el- Wâh'id Merrâkechi
- (EN)  The History Of The Mohammedan Dynasties In Spain Vol II
- (EN)  Muslim Spain and Portugal: A Political History of al-Andalus

### Letteratura storiografica
- Rafael Altamira, Il califfato occidentale, in Storia del mondo medievale, vol. II, 1999, pp. 477–515.
- La recomquista